# مهماندوست (دامغان)
مهماندوست روستایی در دهستان دامنکوه بخش مرکزی شهرستان دامغان استان سمنان ایران است.

## جمعیت
بر پایه سرشماری عمومی نفوس و مسکن در سال ۱۳۹۵ جمعیت این روستا ۱٬۱۱۸ نفر (در ۳۶۴ خانوار) بوده است.